# Guaimaca
Guaimaca (uit het Nahuatl: "Plaats van grote amates", dit verwijst naar de Ficus glabrata) is een gemeente (gemeentecode 0806) in het departement Francisco Morazán in Honduras.
In 1682 kwam Antonio Navía Bolaños uit Guatemala in deze streek aan. Hij droeg de inheemse bevolking die erg verspreid woonde op om zich in één dorp te vestigen. Eerst was dat in Coyoles, ten noorden van het huidige dorp Guaimaca. Later vertrokken ze naar een plaats die nu Pueblo Viejo ("Oud dorp") heet. Omdat de klimaatomstandigheden daar slecht waren, kwamen ze uiteindelijk in de huidige plaats Guaimaca terecht.
De gemeente werd in 1873 zelfstandig, met de naam Santa Rosa de Guaimaca. Later werd dit afgekort tot Guaimaca.
De hoofdplaats ligt in een vallei aan de rivier Guaimaca.

## Bevolking
De bevolking is als volgt verdeeld:
| Vrouwen | 14.940 | 50,8% |
| Mannen  | 14.498 | 49,2% |

## Dorpen
De gemeente bestaat uit acht dorpen (aldea), waarvan de grootste qua inwoneraantal: Guaimaca (code 080601) en Sabana Grande (080610).